# Paso del Jardín
Paso del Jardín är en ort i Mexiko.   Den ligger i kommunen Jonotla och delstaten Puebla, i den sydöstra delen av landet, 190 km öster om huvudstaden Mexico City. Paso del Jardín ligger 135 meter över havet och antalet invånare är 417.
Terrängen runt Paso del Jardín är kuperad åt sydost, men åt nordväst är den platt. Runt Paso del Jardín är det tätbefolkat, med 383 invånare per kvadratkilometer. Närmaste större samhälle är Ciudad de Cuetzalan, 15,0 km söder om Paso del Jardín. I omgivningarna runt Paso del Jardín växer huvudsakligen savannskog.